# Exochus signifrons
Exochus signifrons là một loài tò vò trong họ Ichneumonidae.